# Református Egyházak Világszövetsége
A Református Egyházak Világszövetsége a világ több mint 200 protestáns hitű egyházát tömörítő nemzetközi szervezet volt. Központja Genf. Több mint 75 millió keresztény hívőt képviselt a Föld több mint 100 országában. 2010-ben egyesült egy nemzetközi ökumenikus tanáccsal Református Egyházak Világközössége néven.

## A reformáció egyházai
A tagegyházak egy része a kálvinizmus alapján álló református egyház, más része hasonló hitelveket valló egyéb protestáns egyház, amelynek önmeghatározása például "Congregational", "Presbyterian", "Reformed" vagy "united". Köztük – főleg a déli féltekén – számos kisebbségi egyház található.

## Története
- XVI. Benedek pápa 2006 januárjában audiencián fogadta a Világszövetség elnökét, Clifton Kirkpatrick-ot és a református – római katolikus dialógusról tárgyalt vele.
- Kétnapos tanácskozás után, 2006. február 1-jén Clifton Kirkpatrick, a Református Egyházak Világszövetsége (Református Világszövetség) elnöke és Douwe Visser, a Református Ökumenikus Tanács (REC) elnöke, közös levélben fejezték ki szándékukat, hogy a két szervezetet World Reformed Communion néven a közeljövőben egyesítik.
- A református egyházak két nagy világszervezetének összevonásával 2010. június 18-án létrejött a Református Egyházak Világközössége (World Communion of Reformed Churches). Egyben a Református Egyházak Világszövetsége megszűnt. Az új szervezetet – amely a Református Világszövetség (RVSZ) és a Református Ökumenikus Tanács (RÖT) összevonásával jött létre – 227 református egyház alkotja és 180 különböző országban élő 80 millió keresztény hívőt képvisel.[1]

## Külső hivatkozások
- Home page
- Member churches
- A World Reformed Communion bejelentése